# Free Knowledge Foundation
Pour les articles homonymes, voir FKF.
La Free Knowledge Foundation (FKF ; espagnol : Fundación Conocimiento Libre) est un organisme faisant la promotion du savoir libre, dont le logiciel libre et autres œuvres libres. Elle a été fondée en 2004 et son siège social est situé à Madrid, en Espagne. Son président est Pablo Machón (en) et Richard Stallman en est son président d'honneur depuis 2005.
En 2006, la FKF s'associe à Free Software Foundation Europe,.

## Libremeeting
FKF organise la rencontre LibreMeeting, une rencontre internationale sur le savoir libre qui se tient généralement à La Cristelera Residence, dans la ville de Miraflores de la Sierra, située à environ cinquante kilomètres de Madrid.
Lors de cette rencontre, la fondation remet les prix libre.org awards visant à récompenser les promoteurs du savoir libre. Les personnalités suivantes ont reçu ce prix :
- Juan Carlos Rodríguez Ibarra, ancien président d'Extremadura,
- Esteban González Pons, personnalité politique du Parti populaire[5]
- Le Sénat[6].
- Juan Alberto Belloch[7], ex-ministre espagnol et maire de Saragosse.